# Olympische Winterspiele 1984/Teilnehmer (Frankreich)
| Gelbes Symbol für Goldmedaillen mit stilisierten Olympischen Ringen | Graues Symbol für Silbermedaillen mit stilisierten Olympischen Ringen | Braundes Symbol für Bronzemedaillen mit stilisierten Olympischen Ringen |
| ------------------------------------------------------------------- | --------------------------------------------------------------------- | ----------------------------------------------------------------------- |
| —                                                                   | 1                                                                     | 2                                                                       |

Frankreich nahm an den Olympischen Winterspielen 1984 in Sarajevo mit einer Delegation von 32 Athleten (22 Männer, 10 Frauen) teil. Der Biathlet Yvon Mougel wurde als Fahnenträger der französischen Mannschaft zur Eröffnungsfeier ausgewählt.

## Teilnehmer nach Sportarten

### Biathlon
Herren:
- Éric Claudon
10 km: 28. Platz
4 × 7,5 km: 9. Platz
- Francis Mougel
10 km: 27. Platz
20 km: 21. Platz
4 × 7,5 km: 9. Platz
- Yvon Mougel
10 km: 6. Platz
20 km: 4. Platz
4 × 7,5 km: 9. Platz
- Christian Poirot
20 km: 23. Platz
4 × 7,5 km: 9. Platz

### Bob
| Zweierbob: - Gérard Christaud-Pipola / Patrick Lachaud DNF | Viererbob: - Philippe Aurox / Gérard Christaud-Pipola / Patrick Lachaud / Philippe Stott 13. Platz |

### Eiskunstlauf
| Damen: - Agnès Gosselin 18. Platz | Herren: - Laurent Depouilly 15. Platz - Jean-Christophe Simond 6. Platz | Eistanz: - Nathalie Hervé / Pierre Béchu 14. Platz |

### Eisschnelllauf
Herren:
- Jean-Noël Fagot
5000 m: 31. Platz
10.000 m: 31. Platz
- Hans van Helden
500 m: 24. Platz
1000 m: 18. Platz
1500 m: 4. Platz
5000 m: 11. Platz
10.000 m: 25. Platz

### Ski Alpin
| Damen: - Caroline Attia Abfahrt: 15. Platz - Élisabeth Chaud Abfahrt: DNF - Christelle Guignard Slalom: DNF - Carole Merle Riesenslalom: 11. Platz Slalom: 16. Platz - Perrine Pelen Riesenslalom: Slalom: - Anne-Flore Rey Riesenslalom: 10. Platz Slalom: DSQ - Fabienne Serrat Riesenslalom: DNF - Marie-Luce Waldmeier Abfahrt: 20. Platz | Herren: - Didier Bouvet Riesenslalom: 14. Platz Slalom: - Michel Canac Slalom: DNF - Franck Piccard Abfahrt: 20. Platz Riesenslalom: DNF - Yves Tavernier Riesenslalom: 16. Platz Slalom: DNF - Philippe Verneret Abfahrt: 29. Platz - Michel Vion Abfahrt: 25. Platz Riesenslalom: DNF Slalom: DSQ |

### Ski Nordisch

#### Langlauf
Herren:
- Jean-Denis Jaussaud
15 km: 44. Platz
30 km: 42. Platz
- Dominique Locatelli
15 km: 31. Platz
30 km: 18. Platz
50 km: 28. Platz

#### Skispringen
Herren:
- Gérard Colin
Normalschanze: 15. Platz
Großschanze: 32. Platz